# 大妥乡
大妥乡，是中华人民共和国湖南省湘西土家族苗族自治州保靖县下辖的一个乡镇级行政单位。

## 行政区划
大妥乡下辖以下地区：
大妥村、夜咱村、甘溪村、马洛村、胥乐村、盐井村、踏梯村、府库村、王家村和山河村。